# Biodiversiteitscorridor van Amapá
De Biodiversiteitscorridor van Amapá (Portugees: Corridor de Biodiversidade do Amapá) is een geheel van twaalf beschermde gebieden en vier inheemse reservaten in de Braziliaanse deelstaat Amapá. De corridor werd opgericht op 16 september 2003 en beslaat een oppervlakte van ongeveer 100.000 km² (circa 71% van Amapá). De kern ervan wordt gevormd door het nationaal park Montanhas do Tumucumaque.
Het gebied omvat verschillende ecosystemen, gaande van tropisch regenwoud en savanne tot mangroven en moerassen. Men vindt er meer dan 1700 dier- en plantensoorten, waaronder ongeveer 500 soorten vogels, en meer dan 100 soorten zoogdieren, reptielen en amfibieën. Dieren die bedreigd zijn in andere delen van Brazilië, zoals de jaguar, de poema, de baardsaki, de zwarte spinaap, de Amerikaanse flamingo en de rode ibis leven hier nog in relatieve veiligheid. 
De volgende gebieden maken deel uit van de Biodiversiteitscorridor van Amapá:
- Beschermde gebieden:
  1. Nationaal park Cabo Orange
  2. Nationaal park Montanhas do Tumucumaque
  3. Nationaal woud Amapá
  4. Biologisch reservaat Fazendinha
  5. Biologisch reservaat Lago Pirituba
  6. Biologisch reservaat Parazinho
  7. Ecologisch station Jari
  8. Ecologisch station Maracá-Jipioca
  9. Beschermd milieugebied Curiaú
  10. Extractief reservaat Rio Cajari
  11. Reservaat voor duurzame ontwikkeling Rio Iratapuru
  12. Inheems park Tumucumaque
- Inheemse gebieden:
  1. Inheems gebied Juminá
  2. Inheems gebied Galibi
  3. Inheems gebied Uaçá
  4. Inheems gebied Waiapi